# Солонович, Никита Андреевич
Никита Андреевич Солонович (бел. Мікіта Андрэевіч Салановіч; род. 27 января 2005, Минск) — белорусский футболист, нападающий клуба «Белшина».

## Карьера
Воспитанник Академии АБФФ. В июле 2022 года перешёл в бобруйскую «Белшину». Дебютировал за клуб 11 сентября 2022 года в матче против жодинского «Торпедо-БелАЗ». Сыграл за основную команду лишь в 2 матчах и выбыл из распоряжения клуба из-за разрыва крестообразных связок. По итогу футболист перенёс операцию, которая прошла неудачно, из-за чего затем потребовалось ещё одно хирургическое вмешательство.

## Международная карьера
В январе 2021 года выступал за юношескую сборную Беларуси до 17 лет на Кубке Развития.